# Alina Plugaru
Alina Plugaru (Vaslui, 18 de dezembro de 1987) é uma ex-atriz pornográfica romena, que tem sido chamada de A Rainha do Pornô pelos jornais, TVs e revistas de seu país.

## Biografia
Plugaru nasceu em 18 de dezembro de 1987 em Vaslui, Romênia. Aos 15 anos de idade decidiu seguir a carreira de modelo e mudou-se para Bucareste. No dia em que fez dezesseis anos começou a trabalhar como dançarina exótica. Ela dançou por todo o país por dois anos, ganhando popularidade, até que uma visita a um set de pornografia despertou o seu interesse em seguir esta carreira. Começou sua carreira na indústria de filmes adultos em 2006, logo após completar 18 anos, com o ator pornô e diretor Zenza Raggi.
Alina ainda aparece regularmente como dançarina de destaque na Romênia e noutros países. Nos últimos anos, ela é uma convidada regular nas mais importantes feiras eróticas europeias, como Eros Show București, Festival Internacional de Cine Erótico de Barcelona (FICEB), Salão Internacional Erótico de Lisboa (SIEL), Eros Porto, Eros & Amore Viena e Eros Show Sofia.
Dois anos depois de sua estreia na indústria pornô, foi reconhecida por suas contribuições para o avanço da indústria de entretenimento adulto romena. Nos últimos anos, ela venceu o prêmio de Melhor Atriz Pornô Romena no Prêmio da Indústria Erótica da Romênia (PIER 2008 & PIER 2009). Em março de 2009 ela foi eleita a "mulher romena ideal" e quase um quarto (24,69%) dos visitantes do site votaram nela em uma enquete on-line.
Em 24 de setembro de 2009 ela anunciou sua aposentadoria do cinema adulto. Ela continua a trabalhar como stripper e dançarina, também tem planos para mudar sua imagem pública e tem interesse em desenvolver seu próprio negócio. Em 2011 ela fundou o grupo de dança erótica Erotic Dreams Show by Alina Plugaru, onde apresenta-se frequentemente em festivais, festas particulares e locais públicos. Em maio de 2011 ela recebeu o prêmio de Melhor Show por seu grupo de dança erótica, no Prêmio da Indústria Erótica da Romênia (PIER 2011).

## Prêmios
- 2008 - Melhor Atriz Pornô Romena - Premiile Industriei Erotice din România (PIER 2008)
- 2009 - Melhor Atriz Pornô Romena - Premiile Industriei Erotice din România (PIER 2009)
- 2011 - Melhor Show para Erotic Dreams Show by Alina Plugaru - Premiile Industriei Erotice din România (PIER 2011)

## Filmografia selecionada

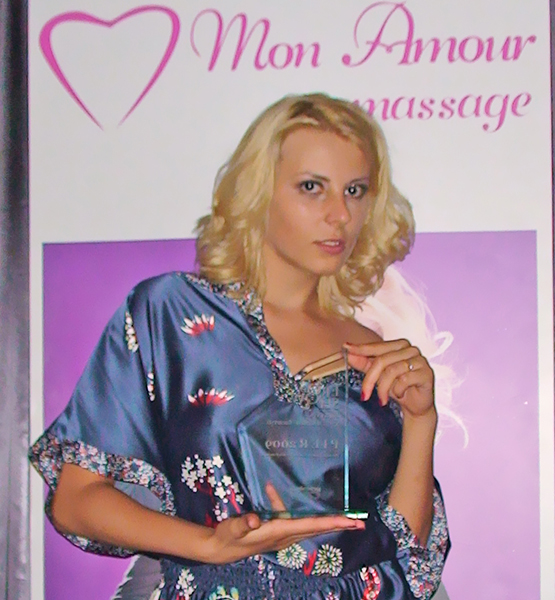
Alina Plugaru detém o prêmio de Melhor Atriz Pornô Romena no Prêmio da Indústria Erótica da Romênia (PIER 2009)

- Mad Sex Party: Sex On Trial (2009) – Eromaxx
- The Harder They Cum # 6 (2007) – Hustler Video
- Girls Handling Cocks (2007) – Nexxxt Generation
- Best by Private # 73: Fucking Your Ass Is the Best Sport (2007) – Private
- Private Sports 12: SOS - Sex On Snow (2007) – Private
- Tamed Teens (2007) – Evil Angel
- Anal Teen Tryouts # 14 (2007) – Devil's Film
- The Best of Hardcore Fucking 4 (2007) – Collateral Damage
- Ass Wide Open # 9 (2006) – Digital Sin & New Sensations
- Filled to the Rim # 3 (2006) – Diabolic Video
- Thassit! 6 (2006) – 21Sextury
- Sex În Otopeni (2006) – Fox Trading
- Vacanță Toridã (2006) – Fox Trading
- Studenta De La Drept (2006) – Fox Trading
- Making Of (2007) – Open Media Productions (NON-ADULT)
- Secretul Mariei (2005) – La Dolce Vita Productions & Antena 1 TV (NON-ADULT)